# Fraccionamiento Privadas del Sol
Fraccionamiento Privadas del Sol är en ort i Mexiko.   Den ligger i kommunen Tarímbaro och delstaten Michoacán de Ocampo, i den södra delen av landet, 220 km väster om huvudstaden Mexico City. Fraccionamiento Privadas del Sol ligger 1 899 meter över havet och antalet invånare är 1 105.
Terrängen runt Fraccionamiento Privadas del Sol är kuperad åt sydväst, men åt nordost är den platt. Runt Fraccionamiento Privadas del Sol är det tätbefolkat, med 411 invånare per kvadratkilometer. Närmaste större samhälle är Morelia, 5,8 km söder om Fraccionamiento Privadas del Sol. I omgivningarna runt Fraccionamiento Privadas del Sol växer huvudsakligen savannskog.